# Lijst van voetbalinterlands België - Oostenrijk (vrouwen)
Deze lijst van voetbalinterlands is een overzicht van alle officiële voetbalinterlands tussen de nationale vrouwenteams van België en Oostenrijk. De landen hebben tot nu toe twaalf keer tegen elkaar gespeeld.

## Wedstrijden
| №  | Plaats          | Datum            | Competitie              | Wedstrijd           | Uitslag            |
| -- | --------------- | ---------------- | ----------------------- | ------------------- | ------------------ |
| 1  | Machelen        | 16 oktober 1999  | EK 2001 kwalificatie    | België − Oostenrijk | 3 − 1              |
| 2  | Klagenfurt      | 15 april 2000    | EK 2001 kwalificatie    | Oostenrijk − België | 0 − 3              |
| 3  | Waver           | 28 oktober 2001  | WK 2003 kwalificatie    | België − Oostenrijk | 3 − 1              |
| 4  | Fußach          | 6 april 2002     | WK 2003 kwalificatie    | Oostenrijk − België | 2 − 4              |
| 5  | Gent            | 13 februari 2013 | Vriendschappelijk       | België − Oostenrijk | 2 − 0              |
| 6  | Stegersbach     | 14 augustus 2013 | Vriendschappelijk       | Oostenrijk − België | 2 − 1              |
| 7  | Nicosia         | 8 maart 2017     | Cyprus Women's Cup 2017 | België − Oostenrijk | 1 − 1 (n.p. 3 - 2) |
| 8  | Larnaca         | 5 maart 2018     | Cyprus Women's Cup 2018 | België − Oostenrijk | 2 − 0              |
| 9  | Larnaca         | 1 maart 2019     | Cyprus Women's Cup 2019 | Oostenrijk − België | 0 − 0              |
| 10 | Larnaca         | 6 maart 2019     | Cyprus Women's Cup 2019 | Oostenrijk − België | 0 − 0 (n.p. 2 - 3) |
| 11 | Lier            | 26 juni 2022     | Vriendschappelijk       | België − Oostenrijk | 0 − 1              |
| 12 | Wiener Neustadt | 7 april 2023     | Vriendschappelijk       | Oostenrijk − België | 3 − 2              |

## Samenvatting
| Competitie         | Totaal gespeeld | Winst België | Gelijk | Winst Oostenrijk | Doelsaldo België – Oostenrijk |
| ------------------ | --------------- | ------------ | ------ | ---------------- | ----------------------------- |
| WK-kwalificatie    | 2               | 2            | 0      | 0                | 7 − 3                         |
| EK-kwalificatie    | 2               | 2            | 0      | 0                | 6 − 1                         |
| Cyprus Women's Cup | 4               | 1            | 3      | 0                | 3 − 1                         |
| Vriendschappelijk  | 4               | 1            | 0      | 3                | 5 − 6                         |
| Totaal             | 12              | 6            | 3      | 3                | 21 − 11                       |